# Patrognathus
Genre
Patrognathus est un genre éteint de conodontes du Carbonifère.

## Systématique
Le genre Patrognathus a été créé en 1969 par Frank H. T. Rhodes, Ronald Leyshon Austin (d) et Edric C. Druce (d)GBIF (28 mai 2022).

## Liste d'espèces
- † Patrognathus andersoni
- † Patrognathus crassus
- † Patrognathus variabilis

Pour Paleobiology Database (28 mai 2022) et GBIF (28 mai 2022), ce genre ne serait représenté par aucune espèce.

## Utilisation en stratigraphie
Le Tournaisien, l'étage le plus ancien du Mississippien (Carbonifère inférieur), contient huit biozones à conodontes :
- la zone de Gnathodus pseudosemiglaber et de Scaliognathus anchoralis ;
- la zone de Gnathodus semiglaber et de Polygnathus communis ;
- la zone de Dollymae bouckaerti ;
- la zone de Gnathodus typicus et de Siphonodella isosticha ;
- la zone de Siphonodella quadruplicata et de Patrognathus andersoni (zone supérieure de Patrognathus andersoni) ;
- la zone basse de Patrognathus andersoni ;
- la zone de Patrognathus variabilis ;
- la zone de Patrognathus crassus.

## Publication originale
- (en) Rhodes F.H.T., Austin RL & Druce EC, 1969. « British Avonian (Carboniferous) conodont faunas, and their value in local and intercontinental correlation ». British Museum (Natural History).